# Zörbig
Zörbig est une ville de l'arrondissement d'Anhalt-Bitterfeld en Saxe-Anhalt, en Allemagne. Elle est notamment connue pour sa production de mélasse.

## Quartiers
| - Cösitz - Priesdorf - Göttnitz - Großzöberitz - Löberitz - Löbersdorf | - Mößlitz - Prussendorf - Quetzdölsdorf - Rieda - Salzfurtkapelle - Schortewitz | - Schrenz - Spören - Stumsdorf - Wadendorf - Werben - Zörbig |

## Histoire
Zörbig a été mentionnée pour la première fois dans un document officiel en 961.

### Monuments
L'église évangéliste Saint Maurice [Evangelische Stadtpfarrkirche Sankt Mauritius] est un bel édifice datant du début du XVIIIe siècle. En tribune, le Grand-Orgue monumental a été construit en 1929 par Wilhelm Rühlmann et sa restauration a été effectuée en 2004 par Rainer Wolter. Le grand buffet abrite 40 jeux répartis sur 3 claviers et un pédalier. C'est l'instrument le plus important de la région. La chaire de prédication est également remarquable.

### Personnalités
- Thomas Selle (1599-1663) compositeur et musicien d'église.
- Johann Jacob Reiske (1716-1774) physicien, professeur de philosophie, historien des civilisations grecque, arabe et byzantine.
- August Gottlieb Richter (1742-1812), chirurgien.
- Carl Marx (1911-1991) peintre, élève de l'Ecole du Bauhaus Dessau.